# バスケットボールアルゼンチン代表
バスケットボールアルゼンチン代表は、アルゼンチンにおけるバスケットボールのナショナルチームである。

## 歴史
アルゼンチンはFIBA創設メンバーである。
1950年に開催された第1回世界選手権に開催国として出場し、初代王者となる。
オリンピックは1952年のヘルシンキで4位になったが、これを最後に遠ざかり、1996年のアトランタ大会で44年ぶり出場を果たした。
2002年世界選手権は予選リーグから8連勝で決勝に進出した。決勝はユーゴスラビアに敗れて銀メダルを獲得。
2004年アテネオリンピックでは予選リーグ3勝2敗の3位通過だったが、準々決勝でギリシャ、準決勝でアメリカを破って決勝進出。決勝ではイタリアを84-69で破って金メダルを獲得した。
2006年世界選手権は予選リーグ全勝、決勝トーナメント、準々決勝も勝ち上がったが準決勝でスペイン、3位決定戦でアメリカに敗れて4位。
2008年北京オリンピックは3位決定戦でリトアニアを破って銅メダル。オリンピック後にFIBAランキング1位となった。
2014年ワールドカップは、グループリーグを3勝2敗の成績で終え決勝トーナメントに進出するもラウンド16でブラジル相手に敗れた。
2016年リオオリンピックは、グループリーグを3勝2敗の成績で終え決勝トーナメント(準々決勝)に進出する。準々決勝でアメリカ相手に敗れた。この大会がアンドレ・ノシオーニとマヌ・ジノビリの最後の代表チームでのプレーとなった。
2017年FIBAアメリカップは、決勝でアメリカ相手に敗れ銀メダル。
2019年ワールドカップで4大会ぶりの銀メダル。大会のオールスターチームにルイス・スコラが選出された。
2021年開催の東京オリンピックは2連敗スタートとなったが3戦目で日本を破って予選リーグを突破。準々決勝でオーストラリアに敗れた。この大会がルイス・スコラの現役最後の試合(オーストラリア戦)になった。
2022年FIBAアメリカップ（英語版）では、準決勝でアメリカを82-73のスコアで下し、3大会連続の決勝進出となり、決勝では大会開催国のブラジルを75-73のスコアで破り、2011年以来となる3度目の大会優勝。ガブリエル・デックが大会得点王、MVP、オールチームに選出された。また、ファクンド・カンパッソもオールチームに選出されている。
2023年ワールドカップアメリカ予選では、最終戦のドミニカ共和国戦で75-79のスコアで破れ、1982年大会以来41年ぶりにワールドカップ出場を逃した。ワールドカップ出場を逃したことによってパリオリンピックのプレ予選に回ることとなった。プレ予選は地元開催となったが、決勝でバハマ相手に敗れ予選進出を逃した。

## 主な国際大会成績
- 夏季オリンピック
  - 1948年 － 15位
  - 1952年 － 4位
  - 1996年 － 9位
  - 2004年 － 金メダル
  - 2008年 － 銅メダル
  - 2012年 － 4位
  - 2016年 － 8位
  - 2021年 － 7位
- 世界選手権&ワールドカップ
  - 1950年 － 優勝
  - 1959年 － 10位
  - 1963年 － 8位
  - 1967年 － 6位
  - 1974年 － 11位
  - 1986年 － 12位
  - 1990年 － 8位
  - 1994年 － 9位
  - 1998年 － 8位
  - 2002年 － 準優勝
  - 2006年 － 4位
  - 2010年 － 5位
  - 2014年 － 10位
  - 2019年 － 準優勝
  - 2023年 － 予選敗退

- アメリカップ
  - 優勝：2001年、2011年、2022年
  - 準優勝：1995年、2003年、2005年、2007年、2015年、2017年
  - 3位：1980年、1993年、1999年、2009年、2013年

## 主な歴代選手
- ルーベン・ウォルコースキー
- ファン・イグナチオ・サンチェス
- ウォルテル・エルマン
- ダニエル・ファラベッロ
- ガブリエル・フェルナンデス
- ホルヘ・ゴンザレス
- マヌ・ジノビリ
- パオロ・キンテーロス
- レオナルド・グティエレス
- アンドレ・ノシオーニ
- フアン・ペドロ・グティエレス
- ルイス・スコラ
- ロマン・ゴンザレス
- ファブリシオ・オベルト
- パブロ・プリジオーニ
- アントニオ・ポルタ
- フェデリコ・カメリッチ
- ルカ・ビルドーサ
- パトリシオ・ガリーノ
- ルカ・ビルドーサ

## 歴代ヘッドコーチ
- フリオ・ラマス（1997-1999,2011-2014）
- セルヒオ・エルナンデス（2005-2010,2015-2020,2021）
- パブロ・プリジオーニ（2022-）